# Cá tầm Beluga
Cá tầm Beluga (danh pháp hai phần: Huso huso) là một loài cá có hành vi ngược dòng sông để đẻ trứng trong họ Acipenseridae của bộ Acipenseriformes. Nó được tìm thấy chủ yếu trong lưu vực biển Caspi và biển Đen, đôi khi cũng tìm thấy ở biển Adriatic. Việc đánh bắt thái quá để lấy trứng cá có giá trị cao—được biết đến như là trứng cá tầm Beluga— đã dẫn đến nguy cơ đe dọa tuyệt chủng của loài này. Cá tầm Beluga có kích thước lớn, tối đa dài 6 mét (19 ft), nhưng lớn khá chậm và muộn phát dục. Chúng có thể sống tới 150 năm. Số lượng của loài này đang suy giảm mạnh do đánh bắt thái quá hay đánh bắt trộm, điều này làm cho nhiều quốc gia thực hiện việc nghiêm cấm hoạt động thương mại các sản phẩm từ loài cá này.
IUCN phân loại cá tầm Beluga thuộc loại cực kỳ nguy cấp. Nó là loài được bảo vệ được liệt kê trong danh sách của phụ lục III của Công ước Bern và việc buôn bán sản phẩm từ nó bị cấm theo phụ lục II của CITES. Quần thể Địa Trung Hải được bảo vệ mạnh mẽ theo phụ lục II của công ước Bern này, trong đó người ta ngăn cấm bất kỳ việc đánh bắt quốc tế nào đối với chúng.
Cục cá và động vật hoang dã Hoa Kỳ đã cấm nhập khẩu trứng cá tầm Beluga và các sản phẩm khác từ loài cá này có nguồn gốc từ biển Caspi kể từ ngày 7 tháng 10 năm 2005.